# Крюкова (Черемховский район)
Крюкова — упразднённая деревня в Черемховском районе Иркутской области России. Входила в состав Бельского муниципального образования. Упразднена в 2004 году.

## География
Располагалась восточнее так называемого Бельского тракта, в 1,5 км к югу от деревни Ключи.

## История
Основана в 1820 году. По данным на 1926 год деревня состояла из 10 хозяйств. В административном отношении входила в состав Ключевского сельсовета Черемховского района Иркутского округа Сибирского края.
Постановлением губернатора Иркутской области от 2 декабря 2004 года № 62-оз деревня исключена из учётных данных.

## Население
По данным переписи 1926 года в деревне проживало 72 человека (32 мужчины и 40 женщин), основное население — русские.
По данным переписи 2002 года в деревне отсутствовало постоянное население.